# Resultados do Carnaval do Rio de Janeiro em 2007
Nesta página estão listados os resultados dos concursos de escolas de samba e de blocos de enredo do carnaval do Rio de Janeiro do ano de 2007. Os desfiles foram realizados entre os dias 17 e 24 de fevereiro de 2007.
A Beija-Flor conquistou seu décimo título de campeã do carnaval com um desfile sobre a África e as tradições trazidas ao Brasil pelos africanos. O enredo "Áfricas - Do Berço Real à Corte Brasiliana" foi desenvolvido pela Comissão de Carnaval da escola, formada por Alexandre Louzada, Fran Sérgio, Laíla, Shangai e Ubiratan Silva. Este foi o terceiro título de Alexandre Louzada, que também foi campeão no ano anterior, pela Vila Isabel. Pelo segundo ano consecutivo, a Grande Rio ficou com o vice-campeonato. No ano em que comemorava seus 60 anos, o Império Serrano foi rebaixado ao Grupo A. Estácio de Sá reeditou o clássico "Ti-ti-ti do Sapoti", de 1987, mas também foi rebaixada.
São Clemente foi a campeã do Grupo A com um desfile sobre as minorias sociais. Lins Imperial venceu o Grupo B reeditando seu samba-enredo de 1991, em homenagem a Chico Mendes. Mocidade de Vicente de Carvalho conquistou o Grupo C; Corações Unidos do Amarelinho ganhou o Grupo D; e Mocidade Independente de Inhaúma foi a campeã do Grupo E. Entre os blocos de enredo, Boca de Siri venceu o Grupo 1; Chatuba de Mesquita conquistou o Grupo 2; Favo de Acari ganhou o Grupo 3; e Colibri de Mesquita foi o campeão do Grupo de Avaliação.
Após o carnaval, uma operação da Polícia Federal prendeu diversos suspeitos de contravenção, entre eles, Aniz Abraão David (presidente da Beija-Flor) e Capitão Guimarães (presidente da Liga Independente das Escolas de Samba do Rio de Janeiro). A Polícia chegou a suspeitar de fraude no resultado do carnaval de 2007 e a Câmara de Vereadores do Rio instaurou uma CPI para apurar os fatos. A LIESA se defendeu, alegando que o desfile da Beija-Flor foi elogiado pela crítica especializada e premiado pelo Estandarte de Ouro. A CPI do Carnaval apontou falhas no processo do julgamento, mas não encontrou provas de fraude. A Polícia Federal também não provou manipulação no resultado do carnaval de 2007.

## Grupo Especial
O desfile do Grupo Especial foi organizado pela Liga Independente das Escolas de Samba do Rio de Janeiro (LIESA) e realizado no Sambódromo da Marquês de Sapucaí, a partir das 21 horas dos dias 18 e 19 de fevereiro de 2007.
Ordem dos desfiles
A ordem dos desfiles foi definida através de sorteio realizado no dia 5 de junho de 2006 no Canecão. Para equilibrar as forças, as escolas foram divididas em pares, sendo que, dentro dos pares, cada escola desfilaria em uma noite diferente. Os pares formados foram: Beija-Flor e Mangueira; Portela e Império Serrano; Salgueiro e Viradouro; Vila Isabel e Grande Rio; Imperatriz Leopoldinense e Mocidade.
Primeiro foi sorteada a noite de desfile de cada escola, depois foi sorteada a ordem de apresentação de cada noite. Com treze escolas participantes, uma teve que ficar sem par. O plenário da LIESA decidiu que a Unidos da Tijuca poderia escolher o dia para se apresentar. O presidente tijucano, Fernando Horta, optou por desfilar na segunda noite. A posição de desfile da Tijuca foi definida por sorteio.
Após dois anos decidindo a primeira escola de cada noite através de sorteio, a LIESA retomou o antigo esquema onde a primeira escola a desfilar no domingo de carnaval é a campeã da segunda divisão do ano anterior (Estácio de Sá), enquanto a primeira escola a desfilar na segunda-feira de carnaval é a antepenúltima colocada do Grupo Especial no ano anterior (Unidos do Porto da Pedra). Após o sorteio foi permitido que todas as escolas negociassem a troca de posições dentro de cada noite, mas nenhuma agremiação optou por trocar.
| Domingo (18 de fevereiro de 2007) | Segunda-feira (19 de fevereiro de 2007) |

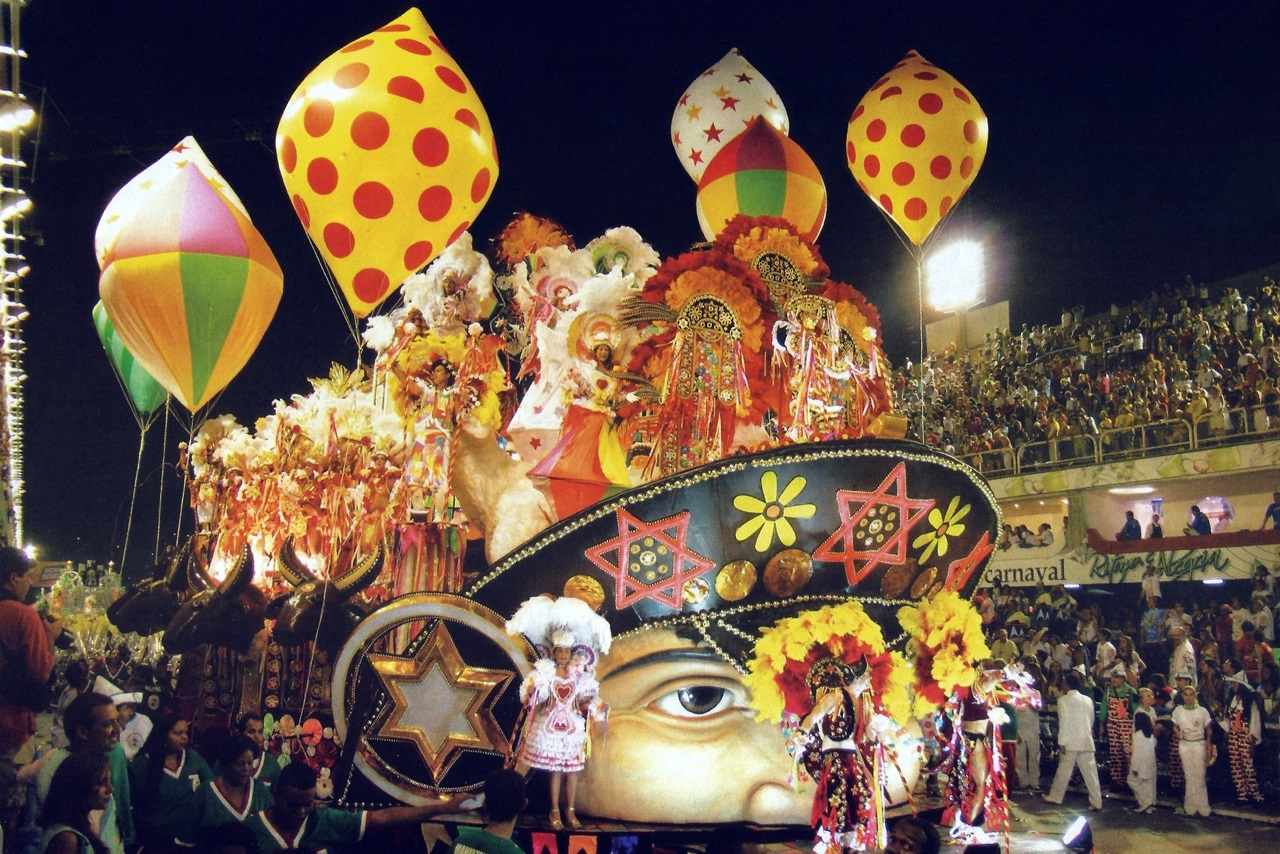
Desfile da Grande Rio no carnaval de 2007. Com homenagem a cidade de Duque de Caxias, a escola foi vice-campeã do Grupo Especial.

| 1. Estácio de Sá 2. Império Serrano 3. Estação Primeira de Mangueira 4. Unidos do Viradouro 5. Mocidade Independente de Padre Miguel 6. Unidos de Vila Isabel | 1. Unidos do Porto da Pedra 2. Unidos da Tijuca 3. Acadêmicos do Salgueiro 4. Portela 5. Imperatriz Leopoldinense 6. Acadêmicos do Grande Rio 7. Beija-Flor |

Quesitos e julgadores
Quatorze julgadores do ano anterior foram dispensados, dando lugar a novos jurados. Foram mantidos os dez quesitos de avaliação do ano anterior e a mesma quantidade de julgadores. A partir desse ano, foi proibida a visita dos julgadores aos barracões das escolas. As agremiações também foram proibidas de agraciar os julgadores com presentes caros. Apenas mimos como chaveiros, bonés, camisetas e flâmulas, estavam liberados, desde que estivessem dentro do contexto do enredo da escola. Um curso para os julgadores foi promovido pela LIESA nos dias 22, 29 de janeiro e 5 de fevereiro de 2007. O sorteio dos módulos que cada julgador ocuparia foi realizado no dia 12 de fevereiro, na Cidade do Samba.
| Quesitos | Quesitos                     | Julgador 1               | Julgador 2           | Julgador 3               | Julgador 4                    |
| -------- | ---------------------------- | ------------------------ | -------------------- | ------------------------ | ----------------------------- |
|          | Comissão de Frente           | João Wlamir              | Paulo César Morato   | Rafael David             | Rafaela Riveiro Ribeiro       |
|          | Enredo                       | Elizeu de Miranda Côrrea | Flávio Freire Xavier | José Ricardo Lima Rangel | José Ricardo Lima Rangel      |
|          | Harmonia                     | Célia Souto              | José Roberto Brandão | Nilton Rodrigues         | Alessandra Levy               |
|          | Samba-Enredo                 | Eri Galvão               | Marcelo Rodrigues    | Alice Serrano            | Lúcia Helena Carvalho e Silva |
|          | Mestre-Sala e Porta-Bandeira | Beatriz Badejo           | Beatriz Badejo       | Tito Canha               | Áurea Hämmerli                |
|          | Alegorias e Adereços         | Cris Moura               | Luiz Carlos Correa   | Sérgio Martinolli        | Willian Taranto               |
|          | Fantasias                    | Drika Lucena             | Irene Orazen         | Regina Oliva             | Ricardo Cavalcanti            |
|          | Bateria                      | Cláudio Luiz Matheus     | William Júnior       | Julinho Teixeira         | Luiz Carlos Reis              |
|          | Conjunto                     | Daisy Guimarães          | Wilson Martines      | Roberto Horcades         | Sulamita Trzcina              |
|          | Evolução                     | Carlos Pousa             | Luiz Eduardo Rezende | Salete Lisboa            | Paulo Melgaço                 |

### Classificação

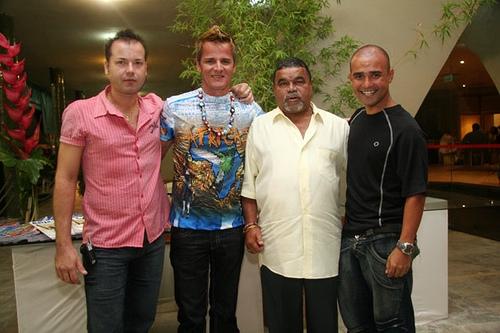
Da esquerda para direita: Fran Sérgio, Alexandre Louzada, Laíla e Ubiratan Silva. Integrantes da Comissão da Beija-Flor.

A Beija-Flor conquistou seu décimo título de campeã do carnaval carioca, sendo o quarto campeonato em cinco anos. Última escola a desfilar, a Beija-Flor abordou o legado do povo africano, da África até o Brasil. Foram retratados o continente africano e suas belezas; o transporte de negros escravizados para o Brasil; os orixás; as tradições afro-brasileiras; e personalidades como Agotime, Chico Rei, Rainha N'Ginga; Zumbi dos Palmares e Tia Ciata. O desfile chamou atenção pelo tamanho das alegorias, o luxo das fantasias e a riqueza melódica do samba-enredo. A escola foi saudada pelo público com gritos de "é campeã". O enredo "Áfricas - Do Berço Real à Corte Brasiliana" foi desenvolvido pela Comissão de Carnaval da escola, formada por Alexandre Louzada, Fran Sérgio, Laíla, Shangai e Ubiratan Silva. Alexandre Louzada foi campeão pela terceira vez, sendo a segunda consecutiva. O carnavalesco também venceu o carnaval do ano anterior, pela Unidos de Vila Isabel.
Assim como no ano anterior, a Grande Rio ficou com o vice-campeonato. A escola homenageou a sua cidade-sede, Duque de Caxias. Mangueira foi a terceira colocada com um desfile sobre a língua portuguesa. Quarta colocada, a Unidos da Tijuca contou a história da fotografia. Unidos do Viradouro se classificou em quinto lugar com um desfile de Paulo Barros sobre jogos. No desfile, cheio de surpresas, a bateria da escola subiu em um carro alegórico e uma outra alegoria foi apresentada de forma invertida, de cabeça para baixo. Tijuca e Viradouro tiveram a mesma pontuação final. O desempate ocorreu no quesito Evolução. Campeã do ano anterior, Unidos de Vila Isabel conquistou a última vaga do Desfile das Campeãs com um desfile sobre as transformações históricas e culturais do homem.
Salgueiro foi o sétimo colocado com um desfile sobre as candaces, rainhas da África Oriental, que dominaram o continente antes da era cristã. Embalada pelos Jogos Pan-Americanos de 2007, realizados no Rio de Janeiro, meses após o carnaval, a Portela realizou um desfile sobre os esportes olímpicos, conquistando o oitavo lugar. Imperatriz Leopoldinense foi a nona colocada com um desfile sobre o bacalhau. Unidos do Porto da Pedra se classificou em décimo lugar com um desfile sobre a África do Sul, homenageando também Nelson Mandela. Mocidade Independente de Padre Miguel obteve a pior colocação de sua história até então. Antepenúltima colocada, a escola fez um desfile sobre o artesanato, abordando também o futuro da arte e o conflito entre criador e criatura. Penúltimo colocado, o Império Serrano sofreu o quinto rebaixamento de sua história. Comemorando sessenta anos, a escola realizou um desfile sobre as diferenças, exaltando as pessoas com deficiência e se auto apresentando como uma agremiação diferente, pioneira em fantasiar as comissões de frente, introduzir novos instrumentos na bateria e criar os destaques de luxo. Recém promovida ao Grupo Especial, após vencer o Grupo A em 2006, a Estácio de Sá foi rebaixada de volta para a segunda divisão. Última colocada, a escola reeditou o clássico samba-enredo "O Ti-ti-ti do Sapoti", apresentado pela própria escola no carnaval de 1987.
| Legenda: Desfile das Campeãs Rebaixadas para o Grupo A |

| Col. | Escola                                | Enredo                                                                                                | Carnavalesco(a)                                                 | Pontos | Desempate           |
| ---- | ------------------------------------- | --- | --------------------------------------------------------------- | ------ | ------------------- |
| 1    | Beija-Flor                            | Áfricas - Do Berço Real à Corte Brasiliana                                                            | Alexandre Louzada, Fran Sérgio, Laíla, Shangai e Ubiratan Silva | 399,3  | -                   |
| 2    | Acadêmicos do Grande Rio              | Caxias, dos Caminhos de Passagem ao Caminho do Progresso, Um Retrato do Brasil                        | Roberto Szaniecki                                               | 397,9  | -                   |
| 3    | Estação Primeira de Mangueira         | Minha Língua É Minha Pátria, Mangueira, Meu Grande Amor. Meu Samba Vai ao Lácio e Colhe a Última Flor | Max Lopes                                                       | 397,4  | -                   |
| 4    | Unidos da Tijuca                      | De Lambida em Lambida, a Tijuca Dá Um Click na Avenida                                                | Lane Santana e Luiz Carlos Bruno                                | 397,3  | Evolução (39,9 pts) |
| 5    | Unidos do Viradouro                   | A Viradouro Vira o Jogo                                                                               | Paulo Barros                                                    | 397,3  | Evolução (39,8 pts) |
| 6    | Unidos de Vila Isabel                 | Metamorfoses: Do Reino Natural à Corte Popular do Carnaval - As Transformações da Vida                | Cid Carvalho                                                    | 396,6  | -                   |
| 7    | Acadêmicos do Salgueiro               | Candaces                                                                                              | Renato Lage e Márcia Lage                                       | 396,4  | -                   |
| 8    | Portela                               | Os Deuses do Olimpo na Terra do Carnaval: Uma Festa dos Esportes, da Saúde e da Beleza                | Amarildo de Mello e Cahê Rodrigues                              | 394,8  | -                   |
| 9    | Imperatriz Leopoldinense              | Teresinhaaa, Uhuhuuu!!! Vocês Querem Bacalhau?                                                        | Rosa Magalhães                                                  | 392    | -                   |
| 10   | Unidos do Porto da Pedra              | Preto e Branco a Cores                                                                                | Milton Cunha                                                    | 391,2  | -                   |
| 11   | Mocidade Independente de Padre Miguel | O Futuro no Pretérito - Uma História Feita à Mão                                                      | Alex de Souza                                                   | 391,1  | -                   |
| 12   | Império Serrano                       | Ser Diferente É Normal: o Império Serrano Faz a Diferença no Carnaval                                 | Jack Vasconcelos                                                | 389,6  | -                   |
| 13   | Estácio de Sá                         | O Ti-ti-ti do Sapoti (Reedição do próprio enredo de 1987)                                             | Paulo Menezes                                                   | 386,5  | -                   |

### Premiações

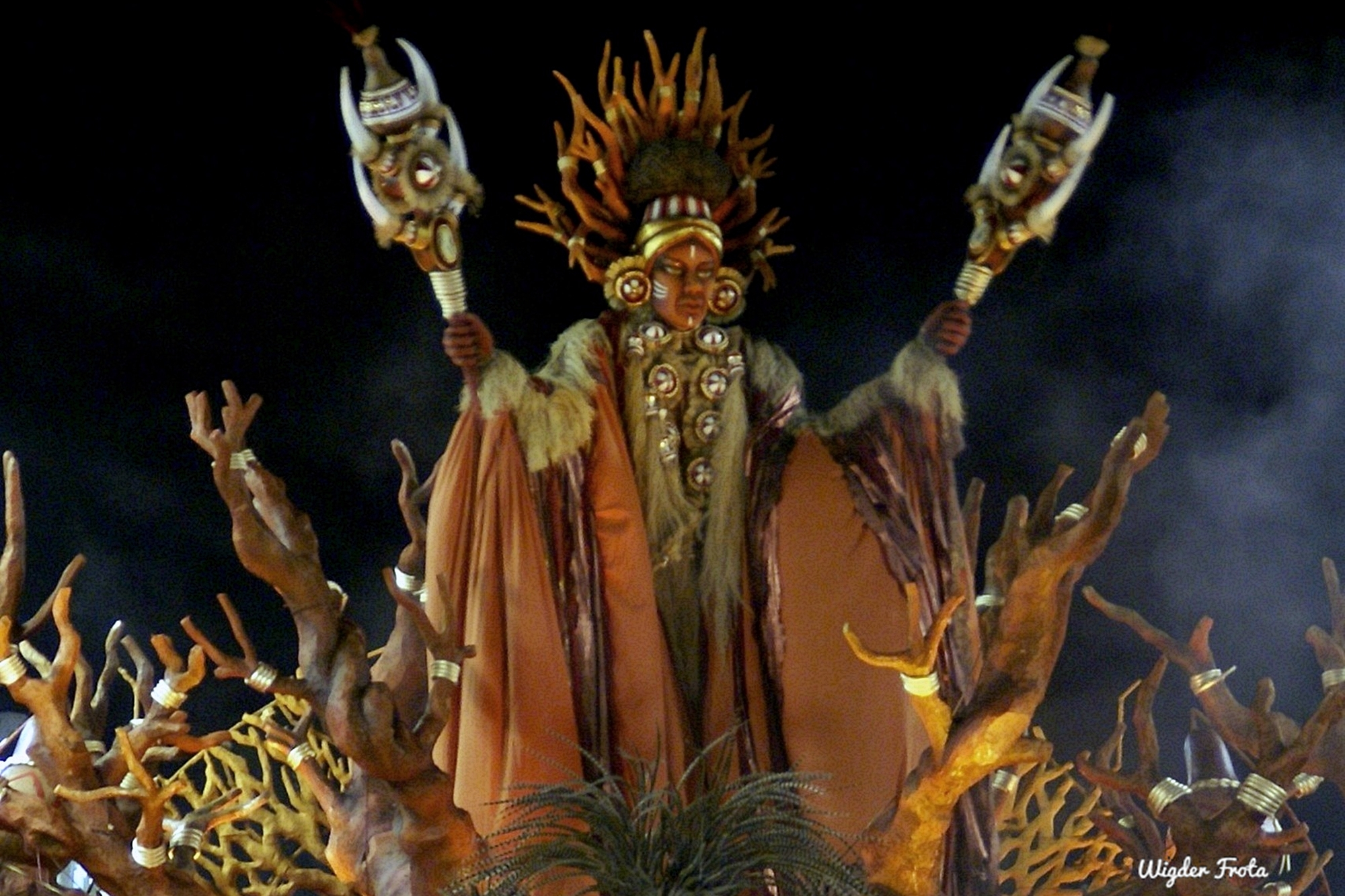
Desfile do Salgueiro no carnaval de 2007. Escola recebeu o prêmio Tamborim de Ouro.

| Prêmios 2007          | Estandarte de Ouro               | Tamborim de Ouro                 |
| --------------------- | -------------------------------- | -------------------------------- |
| Melhor escola         | Beija-Flor                       | Salgueiro                        |
| Samba-enredo          | Beija-Flor                       | Beija-Flor                       |
| Melhor enredo         | Unidos da Tijuca                 | Império Serrano                  |
| Melhor bateria        | Império Serrano                  | Viradouro                        |
| Melhor mestre-sala    | Raphael Rodrigues (Vila Isabel)  | Bira (Unidos da Tijuca)          |
| Melhor porta-bandeira | Lucinha Nobre (Unidos da Tijuca) | Lucinha Nobre (Unidos da Tijuca) |
| Comissão de frente    | Mangueira                        | Vila Isabel                      |
| Melhor intérprete     | Wantuir (Unidos da Tijuca)       | Luizito (Mangueira)              |
| Melhor ala de baianas | Salgueiro                        | Imperatriz Leopoldinense         |

### Desfile das Campeãs
O Desfile das Campeãs foi realizado a partir das 21 horas do sábado, dia 24 de fevereiro de 2007, no Sambódromo da Marquês de Sapucaí. As seis primeiras colocadas do Grupo Especial desfilaram seguindo a ordem inversa de classificação. A Viradouro protestou contra o resultado com alguns componentes usando nariz de palhaço. Durante o desfile da Tijuca, a escultura de um demônio, no abre-alas da escola, pegou fogo. O incêndio foi rapidamente controlado e não houve vítimas.
| Ordem dos desfiles |
| 1. Unidos de Vila Isabel 2. Unidos do Viradouro 3. Unidos da Tijuca 4. Estação Primeira de Mangueira 5. Acadêmicos do Grande Rio 6. Beija-Flor |

## Grupo A
O desfile do Grupo A (segunda divisão) foi organizado pela Associação das Escolas de Samba da Cidade do Rio de Janeiro e realizado a partir das 20 horas do sábado, dia 17 de fevereiro de 2007, no Sambódromo da Marquês de Sapucaí.
| Ordem dos desfiles |
| 1. Acadêmicos da Rocinha 2. Arranco 3. União da Ilha do Governador 4. Renascer de Jacarepaguá 5. São Clemente 6. Império da Tijuca 7. Acadêmicos de Santa Cruz 8. Acadêmicos do Cubango 9. Tradição 10. Caprichosos de Pilares |

Quesitos e julgadores
Foram mantidos os oito quesitos de avaliação do ano anterior e a mesma quantidade de julgadores (quatro por quesito). A coordenação dos julgadores ficou a cargo da Secretaria de Cultura da Prefeitura do Rio de Janeiro.
| Quesitos | Quesitos                     | Julgador 1                  | Julgador 2             | Julgador 3            | Julgador 4     | Suplentes        |
| -------- | ---------------------------- | --------------------------- | ---------------------- | --------------------- | -------------- | ---------------- |
|          | Mestre-Sala e Porta-Bandeira | Carlos Manoel               | Lídia Larangeira       | Ana Paula Bouzas      | Camila Fersi   | Manoel Francisco |
|          | Comissão de Frente           | Patrícia Gomes Pereira      | Marta Bastos           | Alexandre Franco      | Ligia Tourinho | Renata Diniz     |
|          | Fantasias                    | Silvia Portugal             | Amélia Tourino         | Maisa Jacobina        | Alessa         | Adriana Tabalipa |
|          | Alegorias e Adereços         | Ana Durães                  | Maria Laura Cavalcanti | Ricardo Gomes Lima    | Chang Chi Chai | Alberto de Aviz  |
|          | Enredo                       | Marcelo Pacheco             | Hugo Sukman            | Milton Guran          | Daniela Name   | Mônica Ramalho   |
|          | Conjunto Harmônico           | Marcelo Torres              | Paulo Ferreira         | Bob Siqueira          | Zilmar Basílio | Yeda Dantas      |
|          | Samba-Enredo                 | Paulo Malaguti              | Emmanuel Santos        | Suely Mesquita        | Jonas Maia     | Renato Viana     |
|          | Bateria                      | Luiz Alberto Pires da Silva | Carlos Negreiros       | Paulo César Mariotine | Jovi Joviniano | Ubiratan Sodré   |

### Classificação

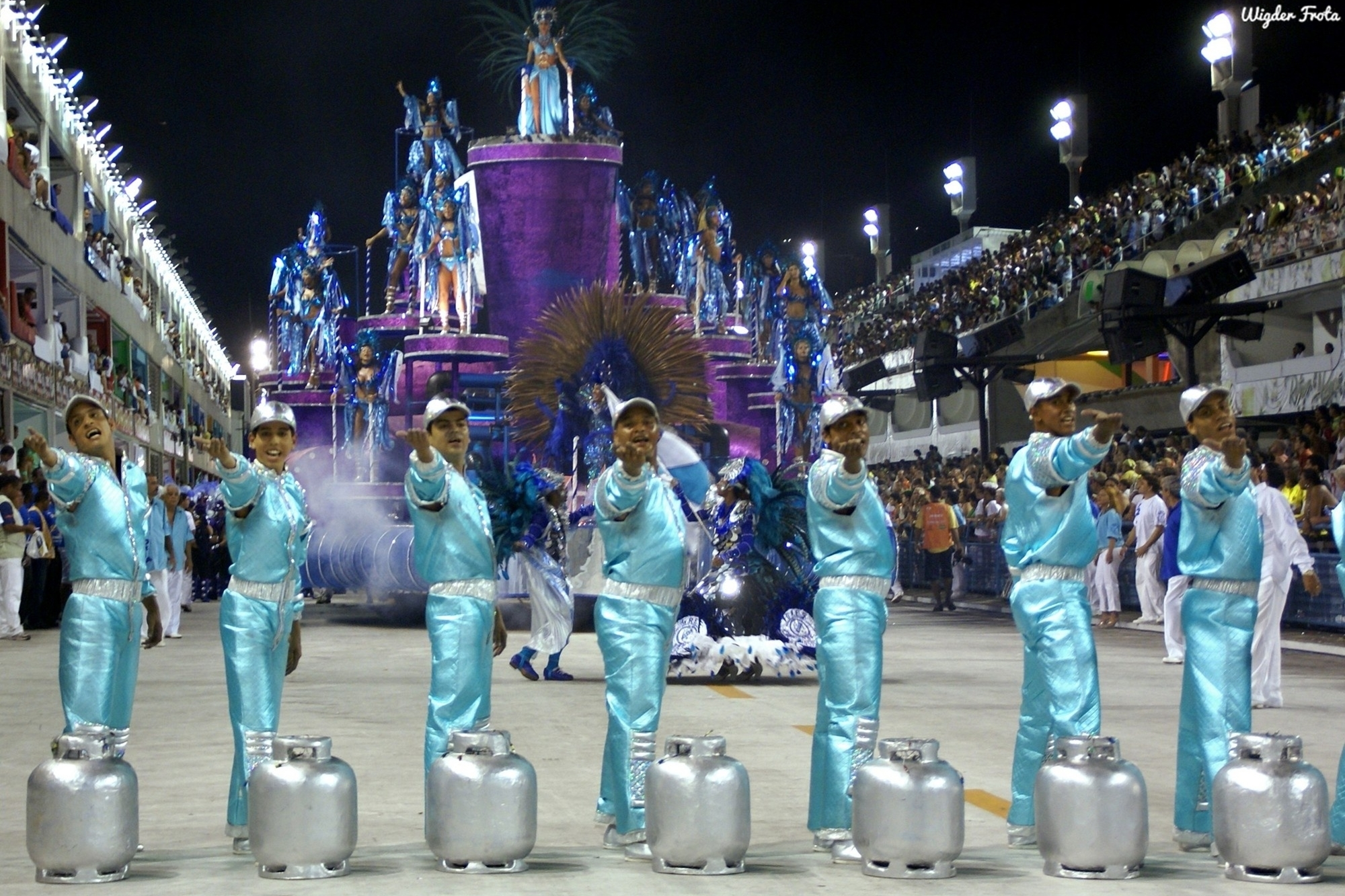
Desfile da Caprichosos de Pilares em 2007. Escola foi a vice-campeã do Grupo A.

São Clemente foi a campeã com três décimos de diferença para a vice-campeã, Caprichosos de Pilares. Foi o terceiro título da São Clemente na segunda divisão. Com a vitória, a escola foi promovida ao Grupo Especial, de onde estava afastada desde 2004. A São Clemente realizou um desfile em que criticava a discriminação à grupos minoritários.
Com um desfile sobre o gás, a Caprichosos conquistou a segunda colocação. Acadêmicos de Santa Cruz ficou em terceiro lugar com um desfile sobre a relação do homem com o tempo. União da Ilha do Governador foi a quarta colocada com um desfile sobre a cerveja. Quinto colocado, o Império da Tijuca homenageou São Jorge. Com um desfile sobre o bairro de Jacarepaguá, a Renascer obteve a sexta colocação. Acadêmicos do Cubango ficou em sétimo lugar com um desfile sobre o município de Paracambi. Acadêmicos da Rocinha foi a oitava colocada com um desfile sobre o universo infantil. Últimas colocadas, Tradição e Arranco foram rebaixadas para a terceira divisão. Tradição reeditou seu enredo de 1994, sobre o sonho de voar. Último colocado, o Arranco realizou um desfile sobre as quatro estações.
| Legenda: Promovida ao Grupo Especial Rebaixadas para o Grupo B |

| Col. | Escola                      | Enredo                                                                    | Carnavalesco(a)                                                                                       | Pontos | Desempate          |
| ---- | --------------------------- | ------------------------------------------------------------------------- | --- | ------ | ------------------ |
| 1    | São Clemente                | Barrados no Baile                                                         | Fábio Santos e Edward Moraes                                                                          | 239,7  | -                  |
| 2    | Caprichosos de Pilares      | Com Todo o Gás, a Caprichosos Acende a Chama do Carnaval                  | Marcos Januário                                                                                       | 239,4  | -                  |
| 3    | Acadêmicos de Santa Cruz    | O Tempo que o Tempo Tem                                                   | Fran Sérgio, Munir Nicolau e Rosele Nicolau                                                           | 239,1  | -                  |
| 4    | União da Ilha do Governador | Ripa na Tulipa, Ilha!                                                     | André Marins, Jack Vasconcelos e Paulo Menezes                                                        | 238,8  | Bateria (30 pts)   |
| 5    | Império da Tijuca           | O Intrépido Santo Guerreiro                                               | Sandro Gomes                                                                                          | 238,8  | Bateria (29,7 pts) |
| 6    | Renascer de Jacarepaguá     | Jacarepaguá - Fábrica de Sonhos                                           | Sérgio Silva, Léo Moraes, Alice Arja e Ilana Xavier                                                   | 237,4  | -                  |
| 7    | Acadêmicos do Cubango       | De Fio a Fio na Real, Pra Lá Pra Li. Paracambi                            | Alexandre Louzada, Annik Salmon, Walter Nicolau, Ana Zerbini, Marlúcia Cruz, Lilian e Carlos Carvalho | 237,1  | -                  |
| 8    | Acadêmicos da Rocinha       | O Gigante Mundo dos Pequenos                                              | Mauro Quintaes                                                                                        | 237    | -                  |
| 9    | Tradição                    | Passarinho, Passarola Quero Ver Voar (Reedição do próprio enredo de 1994) | Orlando Júnior                                                                                        | 236,5  | -                  |
| 10   | Arranco                     | A Sinfonia Brasileira das Quatro Estações                                 | Ilvamar Magalhães                                                                                     | 234,5  | -                  |

### Premiações
| Prêmios 2007        | Melhor Escola     | Samba-enredo      | Enredo            | Bateria | Mestre-sala e porta-bandeira                | Comissão de frente | Intérprete                     | Ala de baianas | Ala de passistas |
| ------------------- | ----------------- | ----------------- | ----------------- | ------- | ------------------------------------------- | ------------------ | ------------------------------ | -------------- | ---------------- |
| Estandarte de Ouro  | Império da Tijuca | Império da Tijuca | -                 | -       | -                                           | -                  | -                              | -              | -                |
| S@mba-Net           | Império da Tijuca | Cubango           | Império da Tijuca | Arranco | Fabrício e Danielle (Tradição)              | Renascer           | Tiãozinho Cruz (Cubango)       | União da Ilha  | Santa Cruz       |
| Troféu Jorge Lafond | São Clemente      | Arranco           | -                 | Arranco | Eduardo (Santa Cruz) e Alessandra (Rocinha) | Renascer           | David do Pandeiro (Santa Cruz) | São Clemente   | União da Ilha    |

## Grupo B
O desfile do Grupo B (terceira divisão) foi organizado pela AESCRJ e realizado a partir da noite da terça-feira, dia 20 de fevereiro de 2007, no Sambódromo da Marquês de Sapucaí.
| Ordem dos desfiles |
| 1. Flor da Mina do Andaraí 2. Unidos de Padre Miguel 3. União de Jacarepaguá 4. Boi da Ilha do Governador 5. Paraíso do Tuiuti 6. Sereno de Campo Grande 7. Inocentes de Belford Roxo 8. Unidos de Lucas 9. Difícil É o Nome 10. Lins Imperial 11. Vizinha Faladeira 12. Alegria da Zona Sul 13. Independente da Praça da Bandeira 14. União do Parque Curicica |

Quesitos e julgadores
Foram mantidos os oito quesitos de avaliação do ano anterior e a mesma quantidade de julgadores (quatro por quesito). A coordenação dos julgadores ficou a cargo da Secretaria de Cultura da Prefeitura do Rio de Janeiro.
| Quesitos | Quesitos                     | Julgador 1             | Julgador 2           | Julgador 3               | Julgador 4            | Suplentes             |
| -------- | ---------------------------- | ---------------------- | -------------------- | ------------------------ | --------------------- | --------------------- |
|          | Mestre-Sala e Porta-Bandeira | Ricardo Lourenço       | Flavia Meirelles     | Maria Lucia Galvão Souza | Manoel Francisco      | Carlos Manoel         |
|          | Comissão de Frente           | Beatriz Gonzalez Lagos | Claudia Petrina      | Renata Diniz             | Georgia Barbosa       | Alexandre Franco      |
|          | Fantasias                    | Biza Viana             | Lygia Duran          | Marcos Barreto           | Ivana Curi            | Maisa Jacobina        |
|          | Alegorias e Adereços         | Denio Ramos            | Alberto de Aviz      | Carmen Slavinski         | Adriana Tabalipa      | Ana Durães            |
|          | Enredo                       | Mônica Ramalho         | Virgílio de Souza    | Ana Santeiro             | Luis Eduardo Pinheiro | Marcelo Pacheco       |
|          | Conjunto Harmônico           | Flávia Tenório         | Yeda Dantas          | Leo Videla               | Beth Ferreira         | Zilmar Basílio        |
|          | Samba-Enredo                 | Renato Viana           | Luis Gustavo Leite   | Marvio Ciribelli         | Claudia Otero         | Suely Mesquita        |
|          | Bateria                      | Ubiratan Sodré         | Ricardo Matos (Siri) | Pascoal Meirelles        | Ronaldo do Bandolim   | Paulo César Mariotine |

### Classificação
Lins Imperial foi a campeã com três décimos de diferença para a Inocentes de Belford Roxo. Com a vitória, a Lins foi promovida ao Grupo A, de onde estava afastada desde 2004. A escola reeditou o samba-enredo "Chico Mendes, o Arauto da Natureza", apresentado pela própria agremiação, no carnaval de 1991. O desfile, em homenagem ao ambientalista Chico Mendes, assassinado em 1988, foi desenvolvido pelo carnavalesco Eduardo Gonçalves.
| Legenda: Promovida ao Grupo A Rebaixadas para o Grupo C |

| Col. | Escola                            | Enredo | Carnavalesco(a)                                 | Pontos |
| ---- | --------------------------------- | --- | ----------------------------------------------- | ------ |
| 1    | Lins Imperial                     | Chico Mendes, o Arauto da Natureza (Reedição do próprio enredo de 1991)                                           | Eduardo Gonçalves                               | 240    |
| 2    | Inocentes de Belford Roxo         | Chatô - A Fanfarra do Homem Mais Sério e Engraçado do Brasil                                                      | Wagner Gonçalves                                | 239,7  |
| 3    | Paraíso do Tuiuti                 | Vamos Falar de Amor (Reedição do próprio enredo de 1983)                                                          | Marcelo Andrade                                 | 239,6  |
| 4    | Unidos de Lucas                   | Circo, Samba e Futebol: a Expressão de Um Povo                                                                    | Jairo de Souza                                  | 239,5  |
| 5    | Vizinha Faladeira                 | Oduduya - A Volta ao Templo da Criação                                                                            | Jorge Caribé                                    | 239,2  |
| 6    | Unidos de Padre Miguel            | Unidos pelos Caminhos da Fé, Desbravando os Carnavais                                                             | Edson Pereira                                   | 238,7  |
| 7    | Alegria da Zona Sul               | Negro não Humilha e nem Se Humilha a Ninguém, Todas as Raças Já Foram Escravas Também                             | Marco Antônio Falleiros e Guilherme Alexandre   | 238,6  |
| 8    | União do Parque Curicica          | Brazil SA... É a Pátria que Nos Pariu!                                                                            | Flávio Alberto Campello                         | 238,2  |
| 9    | União de Jacarepaguá              | Chá: Elixir da Vida, Herança Milenar de Aroma, Arte e Cultura                                                     | Wagner de Almeida e Jorge Mendes                | 237    |
| 10   | Sereno de Campo Grande            | É Carnaval! A Coruja Manda Avisar.... Deu Águia, Viva a Portela!                                                  | Amarildo de Mello                               | 236,5  |
| 11   | Boi da Ilha do Governador         | Alô, Alô, Se Liga! Tem Boi na Linha                                                                               | Paulo Cavalcanti                                | 236,5  |
| 12   | Independente da Praça da Bandeira | Ecoa Um Grito de Liberdade nos Quilombos da Baixada                                                               | Ricardo Pinheiro, Róbson Rony e Cássio Carvalho | 236,2  |
| 13   | Difícil É o Nome                  | Rio das Ostras, a Pérola Brasileira                                                                               | Fernando Álvarez                                | 235,6  |
| 14   | Flor da Mina do Andaraí           | O Grande Estadista do Brasil - João Maria José Francisco Xavier de Paula Luis Antônio Domingos Rafael de Bragança | Clóvis Costha e Marcello Portella               | 233,9  |

### Premiações
| Prêmios 2007        | Melhor Escola | Samba-enredo      | Enredo        | Bateria         | Mestre-sala e porta-bandeira            | Comissão de frente | Intérprete                   | Ala de baianas    | Ala de passistas   |
| ------------------- | ------------- | ----------------- | ------------- | --------------- | --------------------------------------- | ------------------ | ---------------------------- | ----------------- | ------------------ |
| S@mba-Net           | Inocentes     | Independente      | Lins Imperial | Vizinha         | Wanderson e Jacqueline (Lins)           | Lins Imperial      | Rixxa (União de Jacarepaguá) | Independente      | U. de Padre Miguel |
| Troféu Jorge Lafond | Lins Imperial | Paraíso do Tuiuti | -             | Unidos de Lucas | Charles (Inocentes) e Jacqueline (Lins) | Inocentes          | Leléu (Independente)         | Paraíso do Tuiuti | Parque Curicica    |

## Grupo C
O desfile do Grupo C (quarta divisão) foi organizado pela AESCRJ e realizado a partir da noite do domingo, dia 18 de fevereiro de 2007, na Estrada Intendente Magalhães.
| Ordem dos desfiles |
| 1. Acadêmicos do Engenho da Rainha 2. Unidos da Ponte 3. Unidos do Cabuçu 4. Gato de Bonsucesso 5. Acadêmicos da Abolição 6. Mocidade de Vicente de Carvalho 7. Em Cima da Hora 8. Acadêmicos de Vigário Geral 9. Unidos do Jacarezinho 10. Unidos da Villa Rica 11. Unidos do Cabral 12. Acadêmicos do Dendê 13. Leão de Nova Iguaçu 14. Arrastão de Cascadura |

### Classificação
Mocidade de Vicente de Carvalho foi a campeã, garantindo seu retorno à terceira divisão, de onde estava afastada desde 2005. A escola realizou um desfile sobre o circo. Vice-campeã, Acadêmicos do Dendê também foi promovida à terceira divisão, de onde estava afastada desde 1999. A escola realizou um desfile sobre as tradições e os costumes de folguedos e festas populares do Brasil.
| Legenda: Promovidas ao Grupo B Rebaixadas para o Grupo D |

| Col. | Escola                          | Enredo                                                                                          | Carnavalesco(a)                                                  | Pontos |
| ---- | ------------------------------- | ----------------------------------------------------------------------------------------------- | ---------------------------------------------------------------- | ------ |
| 1    | Mocidade de Vicente de Carvalho | Sorria, o Circo Chegou!                                                                         | Antônio Carlos Cerezzo                                           | 157,5  |
| 2    | Acadêmicos do Dendê             | Licença Vamos Pedir, pra Nossa Folia Brincar, Quem Quiser Entre na Dança, se Assim Lhe Agradar! | Severo Luzardo                                                   | 154,5  |
| 3    | Arrastão de Cascadura           | De Estácio de Sá ao Pão de Açúcar, o Rio Nasceu na Urca                                         | Ricardo Neto                                                     | 152,1  |
| 4    | Unidos da Ponte                 | No Arraial da Folia o Meu Balão É Só Alegria... Viva São João!                                  | Handerson Lopes                                                  | 151    |
| 5    | Em Cima da Hora                 | Os Tambores do Brasil                                                                           | Jorge Caribé                                                     | 150,2  |
| 6    | Acadêmicos da Abolição          | Sou Abolição, Sou Forte e Hoje Estou com a Sorte                                                | Lane Santana, Gio Salles, Renata Caulliraux e Alexandre Devecchi | 150    |
| 7    | Unidos do Cabral                | Thereza Santos, Quizomba, Consciência e Liberdade                                               | Mazinho e Júlio Nascimento                                       | 149,8  |
| 8    | Unidos do Cabuçu                | Da Existência dos Pretos Forros, ao Desenvolvimento do Méier                                    | Luiz Carlos Guimarães                                            | 149,2  |
| 9    | Unidos do Jacarezinho           | Taí... Jacarezinho de Turbante Traz a Herança da Pequena Notável Fascinante                     | Laerte Guilini, Silvio Fernandes e Leonardo Soares               | 149,1  |
| 10   | Leão de Nova Iguaçu             | Bairro Escola, a Luz da Esperança para Uma Nova Iguaçu                                          | Soller Viana                                                     | 149    |
| 11   | Acadêmicos de Vigário Geral     | Signos, Sonhos do Imaginário? Ou Conto do Vigário?                                              | Cid Franco, Simone Canuto, Afonso Dellani e Ana Lucia            | 148,6  |
| 12   | Acadêmicos do Engenho da Rainha | Ganga-Zumba, a Raiz da Liberdade (Reedição do próprio enredo de 1986)                           | Denis Sacha                                                      | 146,8  |
| 13   | Unidos da Villa Rica            | Curukango                                                                                       | Oswaldo Luiz (Deco)                                              | 145,3  |
| 14   | Gato de Bonsucesso              | No Milagre do Povo Brasileiro, a Esperança É a Última que Morre                                 | Cláudio de Jesus, Josias Maranhão e Jorge Luiz Costa             | 138,6  |

## Grupo D
O desfile do Grupo D (quinta divisão) foi organizado pela AESCRJ e realizado a partir da noite da segunda-feira, dia 19 de fevereiro de 2007, na Estrada Intendente Magalhães.
| Ordem dos desfiles |
| 1. Mocidade Unida do Santa Marta 2. Unidos do Anil 3. Paraíso da Alvorada 4. Rosa de Ouro 5. União de Vaz Lobo 6. Unidos de Cosmos 7. Canários das Laranjeiras 8. Unidos de Manguinhos 9. Unidos do Sacramento 10. Arame de Ricardo 11. Unidos do Uraiti 12. Acadêmicos do Sossego 13. Unidos da Vila Kennedy 14. Corações Unidos do Amarelinho |

### Classificação
Em seu segundo desfile como escola de samba, a Corações Unidos do Amarelinho foi a campeã do Grupo D, garantindo sua promoção inédita ao Grupo C. A escola realizou um desfile sobre o Brasil. Vice-campeã, Unidos do Anil também foi promovida à quarta divisão, de onde estava afastada desde 2005.
| Legenda: Promovida ao Grupo C Rebaixadas para o Grupo E |

| Col. | Escola                        | Enredo                                                                                   | Carnavalesco(a)                                   | Pontos |
| ---- | ----------------------------- | ---------------------------------------------------------------------------------------- | ------------------------------------------------- | ------ |
| 1    | Corações Unidos do Amarelinho | Isto Aqui, ô ô... É Um Pouquinho do Brasil, iá iá...                                     | Nelson Costa                                      | 158,1  |
| 2    | Unidos do Anil                | África - Berço de Civilizações                                                           | Roberto Bezerra e Hélio Fonseca                   | 157,7  |
| 3    | União de Vaz Lobo             | A Noite dos Tambores Silenciosos, a Explosão de Uma Raça                                 | André Santos, Gerson Tavares e Eduardo Pinho      | 156    |
| 4    | Arame de Ricardo              | Levando a Vida no Arame                                                                  | Fernando Álvarez                                  | 153,9  |
| 5    | Unidos da Vila Kennedy        | Companhia Docas, o Cais do Porto Através dos Tempos                                      | José Maia                                         | 152,6  |
| 6    | Acadêmicos do Sossego         | A Nação Azul e Branca de Parintins                                                       | Cahê Rodrigues                                    | 151,8  |
| 7    | Rosa de Ouro                  | Diz no Pé, Toda a Criação da Humanidade                                                  | Humberto Abrantes                                 | 150,7  |
| 8    | Unidos de Manguinhos          | Pré-história de Uma Festa Americana                                                      | Leonardo Soares                                   | 148,9  |
| 9    | Mocidade Unida do Santa Marta | Tradições Nordestinas - Tem Samba na Feira                                               | Roberto Bezerra                                   | 148,5  |
| 10   | Unidos do Uraiti              | Uraiti Brinda a Folia! É Carnaval dos Carnavais                                          | Walmir de Oliveira                                | 147,5  |
| 11   | Unidos de Cosmos              | Sou Cosmos 100% Negro, da Abolição aos Dias Atuais                                       | Osmar Costa e Wagner Silva                        | 143,1  |
| 12   | Paraíso da Alvorada           | Da Floresta Amazônica a Região Banhada por Igarapés (Reedição do próprio enredo de 2004) | Agnaldo Corrêa, Raimundo Menezes e Pedro do Capão | 139,8  |
| 13   | Canários das Laranjeiras      | www.canariosdaslaranjeiras.com.br                                                        | Cássio de Carvalho                                | 136,6  |
| 14   | Unidos do Sacramento          | Sacramento Exalta o Lendário Mano Décio da Viola                                         | Paulo Chaffin                                     | 122,8  |

## Grupo E
O desfile do Grupo E (sexta divisão) foi organizado pela AESCRJ e realizado a partir da noite da terça-feira, dia 20 de fevereiro de 2007, na Estrada Intendente Magalhães.
| Ordem dos desfiles |
| 1. Acadêmicos da Barra da Tijuca 2. Infantes da Piedade 3. Delírio da Zona Oeste 4. Boêmios de Inhaúma 5. Unidos da Vila Santa Tereza 6. Imperial de Morro Agudo 7. Mocidade Independente de Inhaúma 8. Mocidade Unida de Jacarepaguá |

### Classificação
Mocidade Independente de Inhaúma foi a campeã com um décimo de diferença para a Unidos da Vila Santa Tereza. Com a vitória, a Mocidade foi promovida ao Grupo D, de onde estava afastada desde 2005. A Mocidade realizou um desfile sobre a Congada. Vice-campeã, a Unidos da Vila Santa Tereza também foi promovida à quinta divisão, de onde estava afastada desde 2003. A escola realizou um desfile sobre os seus cinquenta anos.
| Legenda: Promovidas ao Grupo D |

| Col. | Escola                           | Enredo                                                                               | Carnavalesco(a)                       | Pontos |
| ---- | -------------------------------- | ------------------------------------------------------------------------------------ | ------------------------------------- | ------ |
| 1    | Mocidade Independente de Inhaúma | A Negritude Está em Festa! Um Rei Negro É Coroado no Quilombo da Mocidade            | Edson Siqueira                        | 159    |
| 2    | Unidos da Vila Santa Tereza      | 50 Anos de Glórias, a Vila Canta e Conta a Sua História                              | Sandro Gomes                          | 158,9  |
| 3    | Infantes da Piedade              | Êta Cafezinho Bom!                                                                   | Luiz Macedo                           | 158,5  |
| 4    | Boêmios de Inhaúma               | Estácio de Sá - Da Fundação da Cidade à Universidade do Samba, Formando a Comunidade | Luiz Carlos do Valle                  | 158,2  |
| 5    | Delírio da Zona Oeste            | A Delírio Canta e Encanta com o Canto das Três Raças Brasileiras                     | Reinaldo Silveira                     | 156,8  |
| 6    | Mocidade Unida de Jacarepaguá    | Reis dos Reis                                                                        | Maurício Prado e Carlos Eduardo Silva | 156,5  |
| 7    | Imperial de Morro Agudo          | Alô Doçura! Imperial Conta e Canta e Brinca Primeiro Aniversário                     | Luiz Cavalcante                       | 151,2  |

## Blocos de enredo
Os desfiles foram organizados pela Federação dos Blocos Carnavalescos do Estado do Rio de Janeiro (FBCERJ).

### Grupo 1
O desfile do Grupo 1 foi realizado a partir das 20 horas do sábado, dia 17 de fevereiro de 2007, na Avenida Rio Branco.
| Ordem dos desfiles |
| 1. Mocidade Unida de Manguariba 2. Boca de Siri 3. Flor da Primavera 4. Raízes da Tijuca 5. Bloco do Barriga 6. União da Ponte 7. Simpatia do Jardim Primavera 8. Coroado de Jacarepaguá 9. Império do Gramacho 10. Unidos do Alto da Boa Vista |

#### Classificação
Boca de Siri foi o campeão. Últimos colocados, Flor da Primavera e Unidos do Alto da Boa Vista foram rebaixados para o Grupo 2.
| Legenda: Campeão Rebaixados para o Grupo 2 |

| Col. | Bloco                        | Enredo                                                         | Pontos |
| ---- | ---------------------------- | -------------------------------------------------------------- | ------ |
| 1    | Boca de Siri                 | Amazônia - Verde que Te Quero Verde, Verde que Te Quero Ver-Te | 195    |
| 2    | União da Ponte               | Vitórias dum Reinado Chamado Império                           | 190    |
| 3    | Coroado de Jacarepaguá       | O Rio É Festa o Ano Inteiro                                    | 187    |
| 4    | Raízes da Tijuca             | Brasil, Flor Amorosa de Três Raças                             | 186    |
| 5    | Bloco do Barriga             | Ópera Negra Linda de Oxum                                      | 180    |
| 6    | Simpatia do Jardim Primavera | Mulata, Uma Mistura Perfeita                                   | 177    |
| 7    | Império do Gramacho          | A Saga de Um Rei Africano                                      | 176    |
| 8    | Mocidade Unida de Manguariba | Nas Estórias que Vovó Contava - Manguariba Canta Paraty        | 174    |
| 9    | Flor da Primavera            | A Lenda dos Cinco Lagos Encantados, a Cidade Perdida de Maruí  | 172    |
| 10   | Unidos do Alto da Boa Vista  | Saudade, da Ciranda à Internet                                 | 153    |

### Grupo 2
O desfile do Grupo 2 foi realizado a partir das 20 horas do sábado, dia 17 de fevereiro de 2007, na Estrada Intendente Magalhães.
| Ordem dos desfiles |
| 1. Mocidade Unida da Mineira 2. Chatuba de Mesquita 3. Cometas do Bispo 4. Tigre de Bonsucesso 5. Novo Horizonte 6. Sorriso de Criança 7. Unidos de Tubiacanga 8. Magnatas de Engenheiro Pedreira 9. Falcão Dourado 10. Bloco do China |

#### Classificação
Chatuba de Mesquita foi o campeão, sendo promovido ao Grupo 1 junto com Unidos de Tubiacanga. Mocidade Unida da Mineira foi desclassificado por desfilar com menos de 50% da quantidade mínima de componentes exigida pelo regulamento. Cometas do Bispo foi desclassificado por desfilar fora da ordem definida.
| Legenda: Promovidos ao Grupo 1 Rebaixados para o Grupo 3 |

| Col. | Bloco                           | Enredo                                                   | Pontos                      |
| ---- | ------------------------------- | -------------------------------------------------------- | --------------------------- |
| 1    | Chatuba de Mesquita             | Da Quinta Descortina-se Uma Boa Vista                    | 191                         |
| 2    | Unidos de Tubiacanga            | Cinco Mil Anos de História, o Esporte Valorizando a Vida | 186                         |
| 3    | Bloco do China                  | Oh! Que Esplendor, o Brasil dos Imigrantes               | 180                         |
| 4    | Sorriso de Criança              | Da Magia e do Rufar dos Tambores da Dança no Brasil      | 174                         |
| 5    | Falcão Dourado                  | Mistérios das Minhas Águas                               | 173                         |
| 6    | Magnatas de Engenheiro Pedreira | Bendita És Tú, Bibi Ferreira                             | 171                         |
| 7    | Tigre de Bonsucesso             | O Circo Chegou! O Sonho do Show Vai Começar              | 141                         |
| 8    | Novo Horizonte                  | Agonia e Glória dos Negros no Brasil                     | 133                         |
| 9    | Mocidade Unida da Mineira       | Rio, Calor que Provoca Arrepio                           | Desclassificado (Artigo 5)  |
| 10   | Cometas do Bispo                | Xangô - Cometas do Bispo Faz Uma Homenagem a Esse Orixá  | Desclassificado (Artigo 14) |

### Grupo 3
O desfile do Grupo 3 foi realizado a partir das 22 horas do sábado, dia 17 de fevereiro de 2007, na Rua Cardoso de Morais.
| Ordem dos desfiles |
| 1. Favo de Acari 2. Grilo de Bangu 3. Esperança de Nova Campina 4. Amizade da Água Branca 5. Tradição Barreirense de Mesquita 6. Unidos de Parada Angélica 7. Luar de Prata 8. Chora na Rampa 9. Roda Quem Pode |

#### Classificação
Favo de Acari foi o campeão, sendo promovido ao Grupo 2 junto com o vice, Tradição Barreirense de Mesquita.
| Legenda: Promovidos ao Grupo 2 |

| Col. | Bloco                            | Enredo                                                                               | Pontos |
| ---- | -------------------------------- | ------------------------------------------------------------------------------------ | ------ |
| 1    | Favo de Acari                    | O Samba não Tem Fronteiras, o Favo de Acari Conta a História dos Bambas da Mangueira | 103    |
| 2    | Tradição Barreirense de Mesquita | A Festa É Nossa                                                                      | 99     |
| 3    | Esperança de Nova Campina        | João da Grande Rio, Poeta por Natureza                                               | 99     |
| 4    | Roda Quem Pode                   | As Três Faces deste Povo                                                             | 98     |
| 5    | Amizade da Água Branca           | O Amor É Lindo                                                                       | 96     |
| 6    | Unidos de Parada Angélica        | Emilinha Borba, Brilha no Céu Mais Uma Estrela                                       | 92     |
| 7    | Grilo de Bangu                   | De Braços Abertos, o Grilo É só Amor Nesta Avenida                                   | 91     |
| 8    | Chora na Rampa                   | O Mundo dos Orixás                                                                   | 90     |
| 9    | Luar de Prata                    | De Zumbi a Pelé, a Realeza Negra Brasileira                                          | 79     |

### Grupo de Avaliação
O desfile do Grupo de Avaliação foi realizado a partir das 20 horas do sábado, dia 17 de fevereiro de 2007, na Rua Cardoso de Morais.

#### Resultado
Colibri de Mesquita foi aprovado para desfilar no Grupo 3 do ano seguinte.
| Legenda: Promovido ao Grupo 3 |

| Resultado       | Bloco               | Enredo                                                                       | Pontos |
| --------------- | ------------------- | ---------------------------------------------------------------------------- | ------ |
| Aprovado        | Colibri de Mesquita | Mares                                                                        | 88     |
| Desclassificado | Estrela da Paz      | Axé Bahia de Todos os Santos, o Estrela da Paz Trás pra Avenida o Seu Astral | 0      |
| Desclassificado | Unidos da Laureano  | Muito Prazer, Sou Dr. Laureano                                               | 0      |